# Abu l-Hasan 'Ali I
Abu l-Hasan 'Ali I (30 giugno 1688 – 22 settembre 1756) è stato Bey husaynide di Tunisi dal 1735 al 1756.
Insignito del titolo di Principe della Corona il 17 gennaio 1706, egli ricevette il titolo di Pascià nel 1724. Rimpiazzato dal cugino come erede al trono nel 1726, egli giunse con le proprie truppe ad Algeri per deporre lo zio Husayn I Bey, l'8 settembre 1735: egli fece così il proprio ingresso solenne a Tunisi, preceduto dal figlio maggiore Yūnus, con la promessa agli abitanti che sarebbero stati trattati con estremo riguardo.

## Installazione di un nuovo potere
Evento non previsto e sconcertante, furono le armate algerine accampate sotto le mura della capitale, fatto che avvenne nei giorni successivi all'ingresso in città del nuovo Bey, intenzionate a saccheggiare i negozi ed in particolare le case. Per ottenere la dipartita delle scomode bande di briganti, ‘Ali Pascià fu costretto a pagare una forte indennità di guerra in monete d'argento che vennero caricate su 35 muli, con un tributo annuale di 50.000 piastre. Fu ‘Ali Bey che si preoccupò della conquista della città santa di Qayrawan, atto del quale incaricò il figlio primogenito. Qayrawan resistette però per cinque anni agli attacchi di Yūnus, ma dovette infine cedere e l'ex-Bey Husayn fu costretto ad abbandonare l'ultimo baluardo rimastogli fedele. I suoi due figli, che controllavano il Sahel, dovettero rifugiarsi uno a Costantina e l'altro ad Algeri.
Questa guerra civile lasciò ad ogni modo una traccia indelebile nella storia del paese, il quale rimase diviso in due opposte fazioni: i partigiani di Husayn e quelli di ‘Ali, i quali si scontrarono ripetutamente nel tentativo di accaparrarsi il trono di Tunisi. Il figlio maggiore di ‘Ali, Yūnus, si guadagnò la fama di eroe nazionale.

## La rivolta familiare
La fama del principe ereditario, lo portò però a scontrarsi per meriti con il fratello. Egli lasciò il Palazzo del Bardo clandestinamente e raccolse soldati nella kasba di Tunisi, passando poi nella medina (la parte più interna della città). Qui, assieme alla milizia ed alle autorità cittadine, si fece proclamare Bey senza opposizione alcuna e predispose la difesa per resistere alle truppe che prevedeva il padre avrebbe riversato su di lui. Con l'assistenza delle bande armate e degli abitanti della capitale, Yūnus respinse tutti gli attacchi dei successivi due mesi, ma i suoi partigiani affievolirono il loro ardore a poco a poco. ‘Ali Bey finì per penetrare nella medina sfondando la porta di Bab Souika. Yūnus fuggì ad Algeri, mentre le truppe di ‘Ali si diedero ad ogni sorta di saccheggio e di atrocità sulla città che era stata infedele al governo del Bey.

## Il ritorno degli algerini
Rifugiatisi in Algeria, i principi Mohammed e ‘Ali, eredi di Husayn Bey, riuscirono ad avere parecchi consensi anche in esilio. L'armata algerina, al comando del Bey di Costantina, si mosse quindi contro Tunisi nel tentativo di ridare ai due principi il legittimo trono del loro padre. Avendo nel frattempo intuito le intenzioni dei propri cugini esuli, Ali si era premunito di possenti fortificazioni realizzate in tempi record nella città e nella regione, ma questo non impedì alle truppe algerine di avvicinarsi alla città e di prenderne possesso il 31 agosto 1756. ‘Ali venne deposto il 2 settembre di quello stesso anno e venti giorni dopo, Mohammed suo cugino (il maggiore dei figli esuli di Husayn Bey) venne eletto nuovo Bey di Tunisi.
| Controllo di autorità | VIAF (EN) 2234152025921303600006 · LCCN (EN) no2018026552 |